# 克里沃茨 (克勒拉希縣)
44°12′N 26°26′E / 44.200°N 26.433°E
克里沃茨鄉（羅馬尼亞語：Comuna Crivăț, Călărași），是羅馬尼亞的鄉份，位於該國南部，由克勒拉希縣負責管轄，面積24平方公里，海拔高度33米，2007年人口2,300，人口密度每平方公里95人。